# Семки (Волынская область)
Семки (укр. Семки) — село в Колковской поселковой общине Луцкого района Волынской области Украины.
До 2020 года входило в Маневичский район.
Код КОАТУУ — 0723686403. Население по переписи 2001 года составляет 218 человек. Почтовый индекс — 44661. Телефонный код — 3376. Занимает площадь 14,85 км².